# Abraham Wajnsztok
Abraham Wajnsztok (Warschau, 1918 – Auschwitz, 7 oktober 1944), beter bekend als Abraham Léon, was een Belgische intellectueel, trotskist en verzetsstrijder.

## Biografie
Wajnstock werd geboren in Polen. Zijn familie emigreerde naar Palestina, terug naar Polen om uiteindelijk in 1926 naar Brussel te verhuizen.
In zijn jeugd radicaliseerde de Joodse Wajnstock in Brussel tegen het nazisme tot zionist en hij werd lid van Hashomer Hatzair.
In 1936 kwam Wajnsztok in contact met het trotskisme via Walter Dauge.
Na dit contact verwierp hij geleidelijk het zionisme en in het begin van de Tweede Wereldoorlog werd hij actief in de trotskistische Revolutionair Socialistische Partij (RSP), waar hij het blad La voie de Lénin uitgaf. hij werkte in die periode samen met Ernest Mandel. Na de arrestatie van Léon Lesoil werd hij een van de leiders van de verzetsbeweging die voortkwam uit de RSP.
In 1943 verhuisde Wajnsztok naar de Belgische Ardennen. In februari 1944 reisde hij naar het Franse Saint-Germain-la-Poterie om er de eerste conferentie sinds de oorlog bij te wonen van de Europese Vierde Internationale.
Wajnsztok werd op 18 juni 1944 gearresteerd door de Feldgendarmerie in Charleroi, waarna hij werd gemarteld. Hij slaagde erin de gevangenis nog een schriftelijk bericht te bezorgen aan zijn kameraden. Hij werd vervolgens gedeportererd naar het concentratiekamp van Auschwitz, waar hij op 7 oktober stierf in de gaskamer.